# Tobolskij
Tobolskij (ros. Тобольский) – osiedle w Rosji, w obwodzie orenburskim, w rejonie swietlińskim. W 2010 liczyło 845 mieszkańców.